# Ottavio Ziino
Ottavio Ziino (Palerm, 11 de novembre de 1909 – Roma, 1 de febrer de 1995) fou un director d'orquestra i compositor italià.

## Biografia
Alumne d'Antonio Savasta, el 1931 es va graduar al conservatori de Palerm i més tard a Roma a l'Acadèmia de Santa Cecília, on va estudiar amb Bernardino Molinari i Ildebrando Pizzetti.
Va començar la seva carrera com a director d'orquestra al Teatre Massimo de Palerm el 1947, va ser director del Teatre Sperimentale di Spoleto i primer director artístic de l'Orchestra Sinfonica Siciliana, amb la qual ell va organitzar el 1959 les Jornades de Música Contemporània. Durant dues dècades va dirigir en diverses ocasions l'orquestra del Gran Teatre del Liceu de Barcelona.
Va compondre, entre altres coses, 5 simfonies i 4 concerts. És el pare del musicòleg Agostino Ziino.

## Obres
- Adagio per archi, per a piano i orgue
- Sinfonia in 4 tempi,Roma : De Santis, [s. d.]
- Seconda sinfonia : (Sinfonia Melbourne), 1955
- Melos per Faja : per a solo flauta, Milano : Curci, 1969
- Tre liriche per orchestra, versos de Salvatore Quasimodo /Milano : Curci, c1977
- Concerto per archi,Roma : Edipan, c1987
- Tema e variazioni : per a piano, Roma : Edipan, c1989
- Arioso e burlesca : per a violí i piano, Milà : Curci, 1990